# إيزابيل تايلور
إيزابيل تايلور هي عداءة سريعة كوبية، ولدت في 21 ديسمبر 1956.

## وصلات خارجية
- إيزابيل تايلور على موقع أوليمبيديا (الإنجليزية)